# Зоология
Зооло́гия (от др.-греч. ζῷον — животное + λόγος — учение) — наука о представителях царства животных, в том числе человеке. Зоология связана с другими биологическими науками, медициной, ветеринарией, сельским хозяйством, с производственной деятельностью человека и защитой животных.

## Предмет зоологии
Зоология изучает физиологию, анатомию, эмбриологию, экологию, систематическую филогению животных (многоклеточных гетеротрофных подвижных эукариот).

## История развития зоологии
Описания животных известны с древнейших времён. Так, имеются книги о животных, созданные в Древнем Китае и Индии. Зоология как наука берёт начало в античной Греции и связана с именем Аристотеля. В его произведениях описано около 500 видов животных; ему принадлежит ряд важных идей и обобщений, в том числе учение о взаимозависимости частей организма (корреляции), учение о градациях.

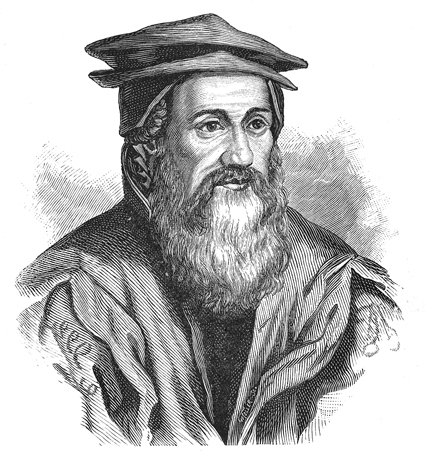
Конрад Геснер (1516—1565). Его книга Historiae animalium считается началом современной зоологии

В конце XVI — начале XVII вв. было положено начало познанию мира микроорганизмов, изучению микроскопического строения и зародышевого развития животных организмов. Это стало возможным благодаря изобретению голландским учёным Антонием ван Левенгуком оптического микроскопа современного образца, позволившего увидеть одноклеточные организмы.
Основы современной систематизации животного мира заложены в конце XVII — первой половине XVIII вв. работами английского учёного Джона Рея и шведского учёного Карла Линнея. Основополагающим трудом в области биологической систематики считается книга «Система природы» (лат. Systema naturae) Линнея, первое издание которой вышло в 1735 году.
В сочинениях крупных зоологов конца XVIII — начала XIX вв. появляется идея исторического развития органического мира. Первую теорию эволюции органического мира изложил французский естествоиспытатель Жан-Батист Ламарк в своей книге «Философия зоологии», опубликованной в 1809 году. В 30—40-х годах XIX века немецкий учёный Теодор Шванн создал клеточную теорию, считающуюся одним из трёх великих открытий естествознания XIX в. Создание Чарльзом Дарвином в 1859 году теории эволюции органического мира утвердило исторический взгляд на природу и описало основной движущий фактор эволюции — естественный отбор. Продолжением идей эволюционизма стали основы филогенетической зоологии, заложенные во второй половине XIX в. немецким учёным Эрнстом Геккелем. Геккель сформулировал биогенетический закон, устанавливающий связь между индивидуальным и историческим развитием животных.
Во второй половине XIX в. также возникает сравнительная эволюционная эмбриология, в развитии которой существенная роль принадлежит русским зоологам (И. И. Мечников, А. О. Ковалевский и другие).

## Разделы зоологии
По задачам исследования зоологию подразделяют на ряд основных дисциплин, а по объектам исследования — на ряд вспомогательных дисциплин.

### Основные дисциплины
Основные дисциплины зоологии, выделяемые по задачам исследования:
- систематика;
- морфология;
- эмбриология;
- физиология;
- этология;
- экология;
- зоогеография.

### Вспомогательные дисциплины
Вспомогательные дисциплины, выделяемые по объектам исследования — различным группам животных.
- Зоология беспозвоночных:
  - Протозоология — наука о «простейших животных», то есть одноклеточных эукариотических организмах с гетеротрофным типом питания. Иногда рассматривается как синоним протистологии.
  - Планктология — наука о планктоне.
  - Гельминтология — наука о паразитических червях; отчасти относится и к зоологии беспозвоночных, и к медицине.
  - Нематология — наука о круглых червях; область исследования во многом перекрывается с гельминтологией.
  - Аннелидология — наука о кольчатых червях.
  - Артроподология — наука о членистоногих.
    - Арахнология — наука о паукообразных.
      - Акарология — наука о клещах.

    - Мириаподология — наука о многоножках.
    - Карцинология — наука о ракообразных.
    - Энтомология — наука о насекомых.
      - Одонатология — наука о стрекозах.
      - Ортоптерология — наука о прямокрылых.
      - Колеоптерология — наука о жесткокрылых.
      - Лепидоптерология — наука о чешуекрылых.
      - Диптерология — наука о двукрылых.
      - Гименоптерология — наука о перепончатокрылых.
        - Мирмекология — наука о муравьях.
        - Апиология — наука о медоносных пчёлах.

  - Книдариология — наука о книдариях.
  - Малакология — наука о моллюсках.
    - Конхиология — наука о раковинах моллюсков.
    - Лимакология — наука о слизнях.
    - Тевтология — наука о головоногих моллюсках.

  - Спонгиология — наука о губках.
- Зоология позвоночных:
  - Ихтиология — наука о рыбах и бесчелюстных.
  - Герпетология — наука о земноводных и пресмыкающихся. Изначально занималась изучением только пресмыкающихся. Батрахология, или наука о земноводных ранее рассматривалась как самостоятельный раздел зоологии, но затем вошла в состав герпетологии, а её название стало считаться устаревшим.
  - Орнитология — наука о птицах.
    - Оология — раздел зоологии, главным образом, орнитологии, посвященный изучению яиц животных, преимущественно птичьих.

  - Териология — наука о млекопитающих.
    - Приматология — наука о приматах.
    - Кинология — наука о собаках.
    - Иппология — наука о лошадях.
    - Родентология — наука о грызунах.
    - Цетология — наука о китообразных (китах, дельфинах и других).
    - Хироптерология — наука о рукокрылых, таких как летучие мыши.
    - Фелинология — наука о домашних кошках.
- Другое
  - Палеозоология — раздел палеонтологии, изучающий ископаемых животных; условно разделяется на палеозоологию позвоночных и беспозвоночных.
  - Криптозоология — псевдонаука о невиданных животных.

## Зоологические общества
- Зоологическое общество Лондона
- Зоологическое общество Франции
- Список орнитологических обществ
- Герпетологические общества
- Энтомологические общества

## Зоологические конгрессы
Первый международный зоологический конгресс прошёл в Париже в 1889 году (Франция), а 2-й в Москве в 1892 году (Россия). Крупнейшим стал конгресс, прошедший в 1963 году в Вашингтоне (США) и собравший около 2500 участников из более чем 60 стран.
- XVIII Международный зоологический конгресс (2000, Афины, Греция)
- XIX Международный зоологический конгресс (2004, Пекин, Китай)
- XX Международный зоологический конгресс (2008, Париж, Франция)
- XXI Международный зоологический конгресс (2-7 сентября 2012, Хайфа, Израиль)[6]
- XXII Международный зоологический конгресс (14-19 ноября 2016, Окинава, Япония)[7]